# Oecetis afra
Oecetis afra är en nattsländeart som beskrevs av Martin E. Mosely 1934. Oecetis afra ingår i släktet Oecetis och familjen långhornssländor. Inga underarter finns listade i Catalogue of Life.